# Don Bradman
Sir Donald George Bradman, ismertebb nevén Don Bradman (Cootamundra, 1908. augusztus 27. – 2001. február 25.) ausztrál krikettjátékos, a krikett-történelem egyik legeredményesebb ütőjátékosa volt.

## Élete és pályafutása

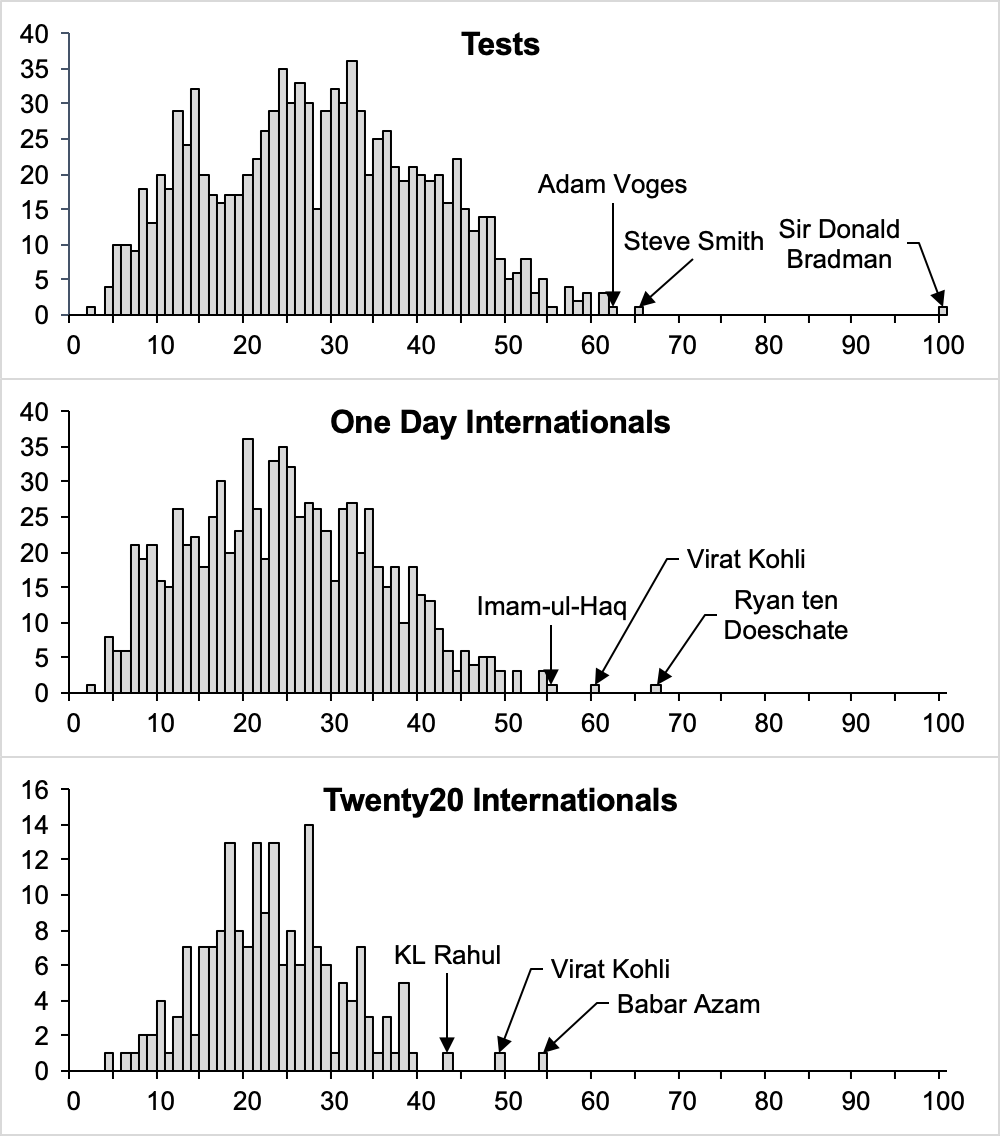
Krikettjátékosok ütési átlagai. Don Bradman messze kiemelkedik közülük

1908-ban született az új-dél-walesi Cootamundrában, de gyermekként Bowralban élt. Fiatalon egy golflabdával gyakorolt, amelyet egy víztartály téglaalapzatának ütögetett neki egy krikettkapu karójával. Apja először 1921-ben vitte el a sydneyi krikettpályára, de már 11 évesen is játszott mérkőzést egy iskolai csapatban: negyedik ütősként 55 pontot ért el és nem esett ki, a következő évben pedig már élete első százasát is elérte.
Első első osztályú mérkőzését 1927. december 16-án játszotta Adelaide-ben, és mindjárt 118 pontot sikerült elérnie. Ezzel ő lett a 20. ausztrál játékos, aki első osztályú bemutatkozásán elérte a 100-at. 1930-ban a Worcester ellen Angliában 236 futást szerzett, ezzel pedig a legfiatalabb tengerentúli krikettezővé vált, akinek meglett a 200 pont Angliában. Otthon ugyanebben az évben érte el pályafutása legmagasabb első osztályú pontszámát: 452-t (és még csak ki sem esett), ami egyben világcsúcsdöntést is jelentett.
Miután bekerült az ausztrál krikettválogatottba, 1928-tól 1948-ig játszott tesztmérkőzéseket. Ezeken összesen 6996 pontot ért el, ami 99,94-es ütési átlagot eredményezett: ez a mai napig fennálló, és megdönthetetlennek tűnő rekord. Összesen 29-szer ért el egy játékrészen belül 100 pontot, sőt, 1930-ban, amikor először játszott Angliában, 334-et is szerzett, ami akkor rekorddöntést jelentett. 1934-ben, szintén Angliában, ismét át tudta lépni a 300 pontot egy negyeden belül: ezúttal 304-ig jutott. 1948-ban ő volt a kapitánya annak az ausztrál csapatnak, amely négy mérkőzésen négy győzelmet aratott az angolok felett. Érdekesség, hogy 80 tesztjátékrészén, bár 70-szer kiesett, de soha sem leverés által.
1930-tól visszavonulásáig hét nagy rangadósorozatot játszott Ausztrália és Anglia, és ebből, nagyban köszönhetően Bradmannek, az angolok csak egyet tudtak megnyerni. Ez az egy, amit megnyertek, az 1932–33-as sorozat volt: itt alkalmazták először az angolok az úgynevezett testvonal nevű dobótechnikát, amit kifejezetten Bradman ellen találtak ki. Lényege az volt, hogy az ütőjátékos testére dobták rá a labdát, de hamarosan ezt a módszert betiltották.
Az első osztályú krikettet 1949-ben hagyta abba, ugyanebben az évben pedig lovaggá is ütötték (ő volt az első ausztrál krikettjátékos, aki ezt elmondhatta magáról).
1950-ben jelent meg Búcsú a krikettől című visszaemlékező kötete, 1958-ban pedig egy szakmai könyve A krikett művészete címmel.
1932-ben vette feleségül Jessie Menziest, akivel 1997-ig, az asszony haláláig élt együtt.

## Emlékezete
Bradman olyan kiváló játékos volt, hogy Ausztráliában ma is szinte mindenki ismeri. Szobrot állítottak neki Adelaide-ben és a melbourne-i krikettstadion mellett, emlékérmét bocsátottak ki az arcképével, és még egy kisbolygót, a 2472 Bradmant is róla nevezték el. Cootamundrai szülőházában emlékmúzeum működik. 1990-ben az adelaide-i krikettstadion egyik lelátója is az ő nevét vette fel, Bowralban pedig egy egész pályát róla neveztek el.

## Képek

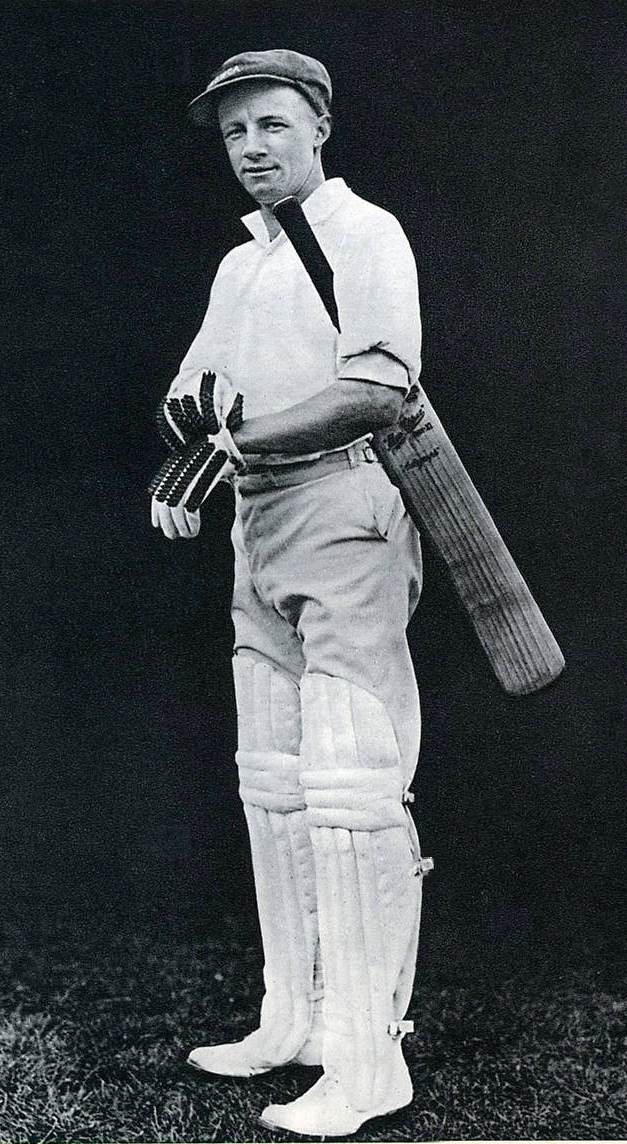
Az 1920-as évek végén
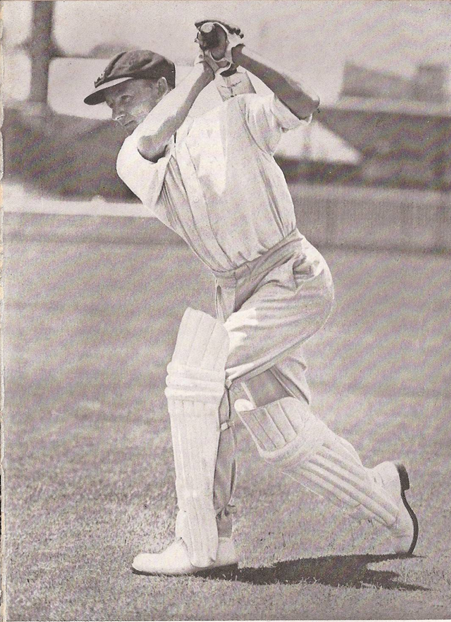
A pályán, ütővel a kezében
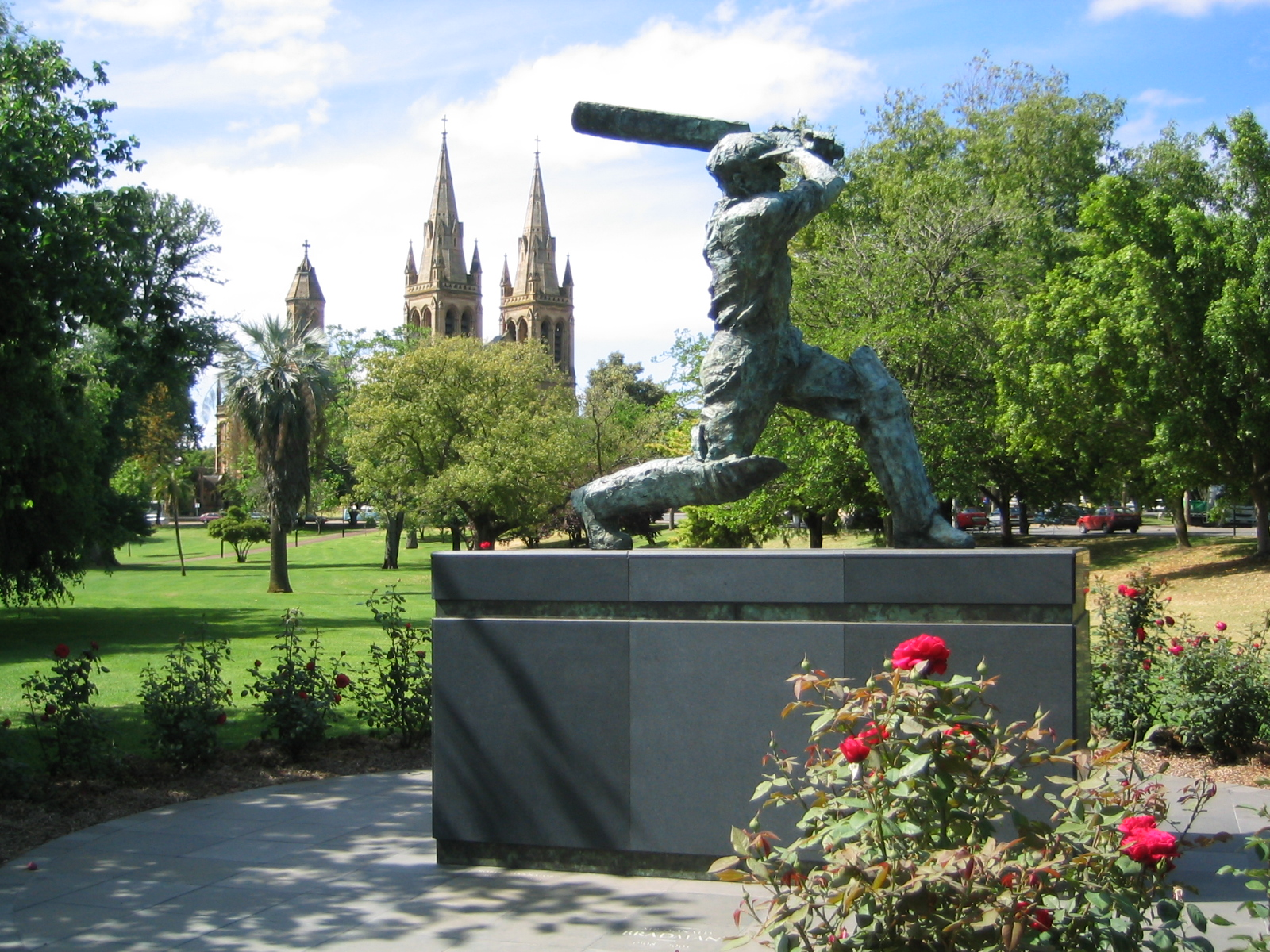
Szobra Adelaide-ben
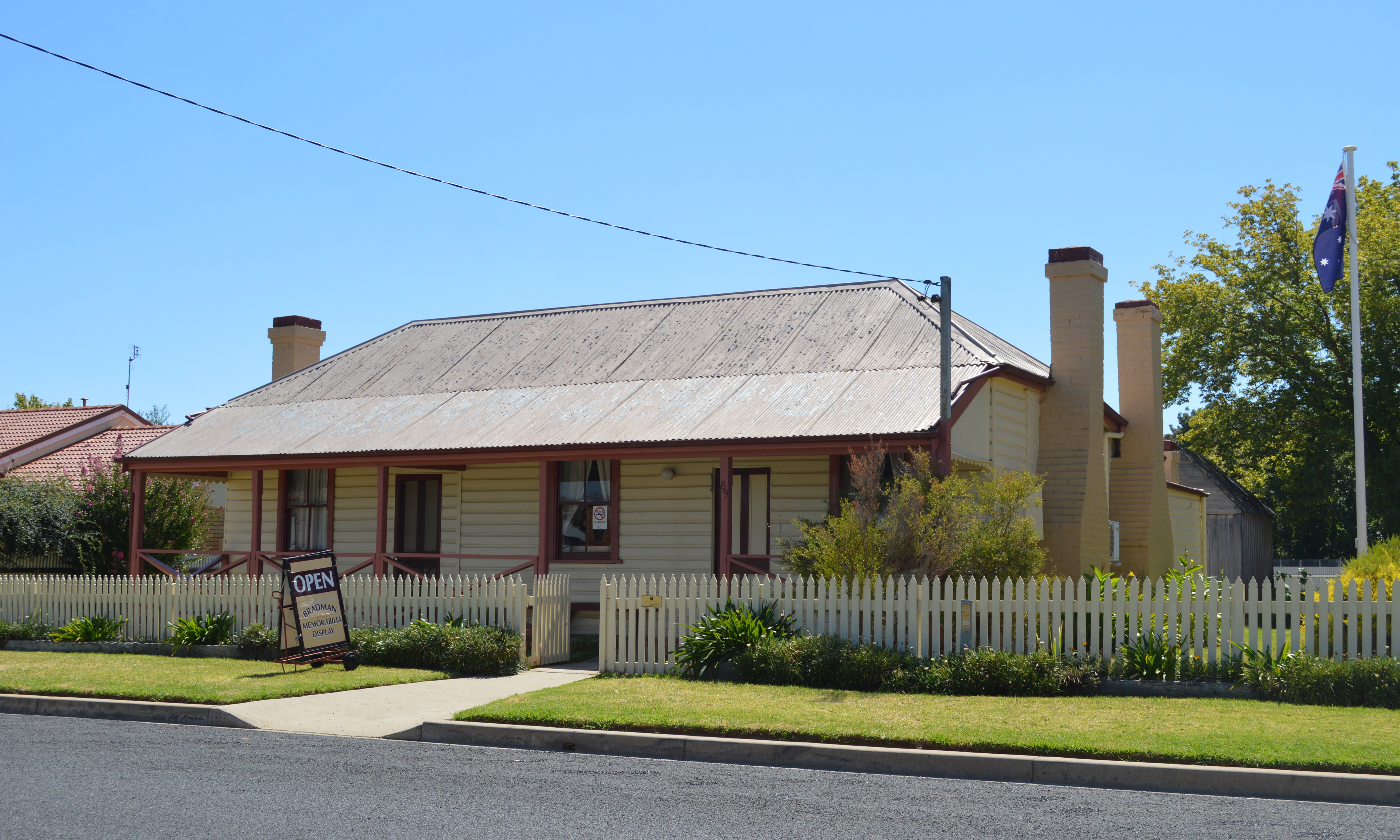
Szülőháza, emlékmúzeum